# The Distillers (musikalbum)
The Distillers är det självbetitlade debutalbumet av den amerikanska punkrockgruppen The Distillers, utgiven den 25 april 2000 genom Epitaph Records.
Alla låtar på albumet är skrivna av bandets kvinnliga sångare Brody Dalle, utom Ask the Angels som är en cover av Patti Smith Group och Girlfixer som Dalle skrev tillsammans med gruppens basist Kim Fuellman. The Distillers mötte bra kritik i bland annat Allmusic där den fick betyget 3 av 5 stjärnor. Trots detta gav man inte ut några singlar från albumet.

## Låtlista
1. "Oh Serena" (Dalle) – 2:32
2. "Idoless" (Dalle) – 2:28
3. "The World Comes Tumblin'" (Dalle) – 3:08
4. "L.A. Girl" (Dalle) – 2:59
5. "Distilla Truant" (Dalle) – 2:24
6. "Ask the Angels" (Ivan Kral, Patti Smith) – 3:10
7. "Oldscratch" (Dalle) – 0:43
8. "Girlfixer" (Dalle, Kim Fuellman) – 1:14
9. "Open Sky" (Dalle) – 3:07
10. "Red Carpet and Rebellion" (Dalle) – 3:08
11. "Colossus U.S.A." (Dalle) – 2:15
12. "Blackheart" (Dalle) – 1:45
13. "Gypsy Rose Lee" (Dalle) – 3:54
14. "The Blackest Years" (Dalle) – 7:28

## Banduppsättning
- Brody Dalle - sång, gitarr
- Kim "Chi" Fuellman - bas, sång
- Rose Casper - gitarr
- Matt Young - trummor